# Piotr Faliszewski
Piotr Faliszewski (ur. 7 listopada 1980 w Krakowie) – polski informatyk, inżynier, doktor habilitowany nauk technicznych, profesor zwyczajny Akademii Górniczo-Hutniczej im. Stanisława Staszica w Krakowie, specjalności naukowe: informatyka teoretyczna, teoria złożoności obliczeniowej.

## Życiorys
W okresie szkolnym stypendysta Krajowego Funduszu na rzecz Dzieci. W 2004 ukończył informatykę na Akademii Górniczo-Hutnicza im. Stanisława Staszica w Krakowie. W 2006 uzyskał tytuł Master of Science na University of Rochester, a dwa lata później doktoryzował się tam na podstawie pracy Manipulation of Elections: Algorithms and Infeasibility Results. W 2013 na podstawie dorobku naukowego oraz monografii pt. Narzędzia algorytmiczne dla wyborów na Wydziale Informatyki, Elektroniki i Telekomunikacji AGH stopień doktora habilitowanego nauk technicznych w dyscyplinie informatyka. Wypromował dwóch doktorów.
Został adiunktem, a następnie profesorem nadzwyczajnym AGH na Wydziale Informatyki, Elektroniki i Telekomunikacji w Katedrze Informatyki.
Został laureatem Nagrody Naukowej tygodnika „Polityka” za rok 2013 w zakresie nauk technicznych.
W 2019 został członkiem Rady Doskonałości Naukowej I kadencji w dyscyplinie informatyka, jest członkiem tego ciała także w kadencji 2024–2027.
W 2021 otrzymał tytuł profesora.